# Cofradía Espacial

Emblema de la Cofradía Espacial.

La Cofradía Espacial es una organización ficticia del universo de Dune de Frank Herbert.

## La Cofradía
La Cofradía Espacial es, durante la mayor parte del universo de Dune, una pieza clave y el elemento aglutinador que mantiene al imperio unido. La Cofradía Espacial mantiene un monopolio total en el transporte interestelar, ya que son los únicos con navegantes capaces de guiar a las naves a salvo de un sistema solar a otro. Aunque en teoría una máquina podría calcular o trazar una ruta, las máquinas complejas o inteligentes están prohibidas en el universo de Dune. Como única alternativa, y usando la especia  melange, los navegantes se exaltan a un éxtasis en el que pueden ver el futuro, y trazar la mejor ruta. Esto les da un tremendo poder, pero a la misma vez trastorna y muta sus cuerpos, solo pueden vivir en un tanque repleto de especia diseminada en gas naranja. 
Su importancia política decae notablemente con la introducción de las no-naves ixianas y el consecuente final de su monopolio sobre el viaje espacial.

## Navegantes
Los Navegantes de la Cofradía Espacial son humanos mutados por el consumo continuo de la especia Melange. Su mutación física y mental les confiere la capacidad de discernir y comprender el universo, de modo que son capaces de delimitar cuál es la ruta más segura para conectar dos puntos existentes en éste. Dado que la Yihad Butleriana prohíbe construir «máquinas a semejanza de la mente humana», no es posible trazar esa ruta segura con los cálculos de una computadora. Los navegantes dependen de la especia para sobrevivir y poseer sus capacidades mentales extraordinarias. El consumo progresivo de esta sustancia cambia su cuerpo y mente hasta confinarlos en entornos sin gravedad. La especia fluye en estos entornos en forma de gas, no obstante, los navegantes ingieren cápsulas de especia para potenciar sus habilidades. Su aspecto recuerda al de los anfibios, poseyendo extremidades palmeadas.

### Orígenes: Inventores y Forjadores
La Cofradía Espacial tiene sus orígenes un poco después de la Batalla de Corrin, en esta época de gran lucha, investigaciones hechas por Tío Holtzman, y Norma Cenva, ambos genios, llevarán a la creación de una máquina capaz de doblar el espacio, creando una forma instantánea de transporte.
Al mismo tiempo, Norma Cenva hace investigaciones que la llevarán a ser la primera navegante en un tanque de gas melange. Estos dos avances, aunados a la creación del campo de fuerza Holtzman, darán la ventaja a los humanos sobre las máquinas enemigas, y serán usados por primera vez en la Batalla de Corrin. Después de La Batalla, el ambicioso sobrino de Norma, gracias a sus manipulaciones, logrará el monopolio sobre el nuevo sistema de transporte, y una posición de poder inigualada en el universo.

### La Cofradía en la época de Shaddam IV
Ya en la época de Shaddam IV, La Cofradía Espacial ha sido la institución encargada de Transporte de Material y Pasajeros en el imperio por casi 10 000 años. Con poder para vetar guerras, y reservar su derecho de servir a quien le plazca, los navegantes han creado un nicho de poder, tanto que participan en la política imperial, en la CHOAM, y en la elección del Emperador, así mismo, se da el lujo de cobrar tarifas exorbitantes por transportar ejércitos y carga de lujo como piedras preciosas de Hagal, pieles de ballena de Lankiveil, o cargamentos de la Especia Melange.  Así mismo, es capaz de imponer condiciones al imperio como tener mundos escondidos para Casas Renegadas, los llamados Planetas Santuario, o crear y expandir nuevas colonias para Ix, los creadores de máquinas permitidas.

### Política y Neutralidad de la Cofradía
Aun con todo el poder amasado, la Cofradía rehúsa inmiscuirse directamente en la política del imperio de muchas formas, y cínicamente se declara neutral en todas la confrontaciones, aún en la guerra de los Fremen de Paul Muaddib, contra los Sardaukar de Shaddam, se declaró neutral hasta que Paul los amenazó con destruir la producción de la especia melange para siempre.

### La Cofradía Espacial y La Especia Melange
Ésta es la espada de Damocles de la Cofradía: sin la especia, sus navegantes no pueden ver el futuro. Sin la especia, no hay viajes interestelares, no hay comercio, sin especia no hay imperio. La Cofradía de Navegantes, por miles de años rehusó apoderarse de Arrakis con ejércitos por temor a caer víctima del principio taoísta de que lo que surge, algún día caerá. En Dune, Paul acusa al Gremio de no tener valor para conquistarlo, y cuando al final quisieron hacerlo, no pudieron,  impotentes, sin armadas, también son legalmente neutrales. La Cofradía según Paul, solo toma lo que necesita del río, pero no tiene el valor para apoderarse de él, al final, La Cofradía Espacial decide que la especia, debe fluir.
- Datos: Q2617763